# Kaimur (distrikt)
Kaimur District är ett distrikt i Indien.   Det ligger i delstaten Bihar, i den centrala delen av landet, 800 km sydost om huvudstaden New Delhi. Antalet invånare är 1 626 384.
Följande samhällen finns i Kaimur District:
- Bhabua
- Mohaniā